# Amtsgericht Steinfurt

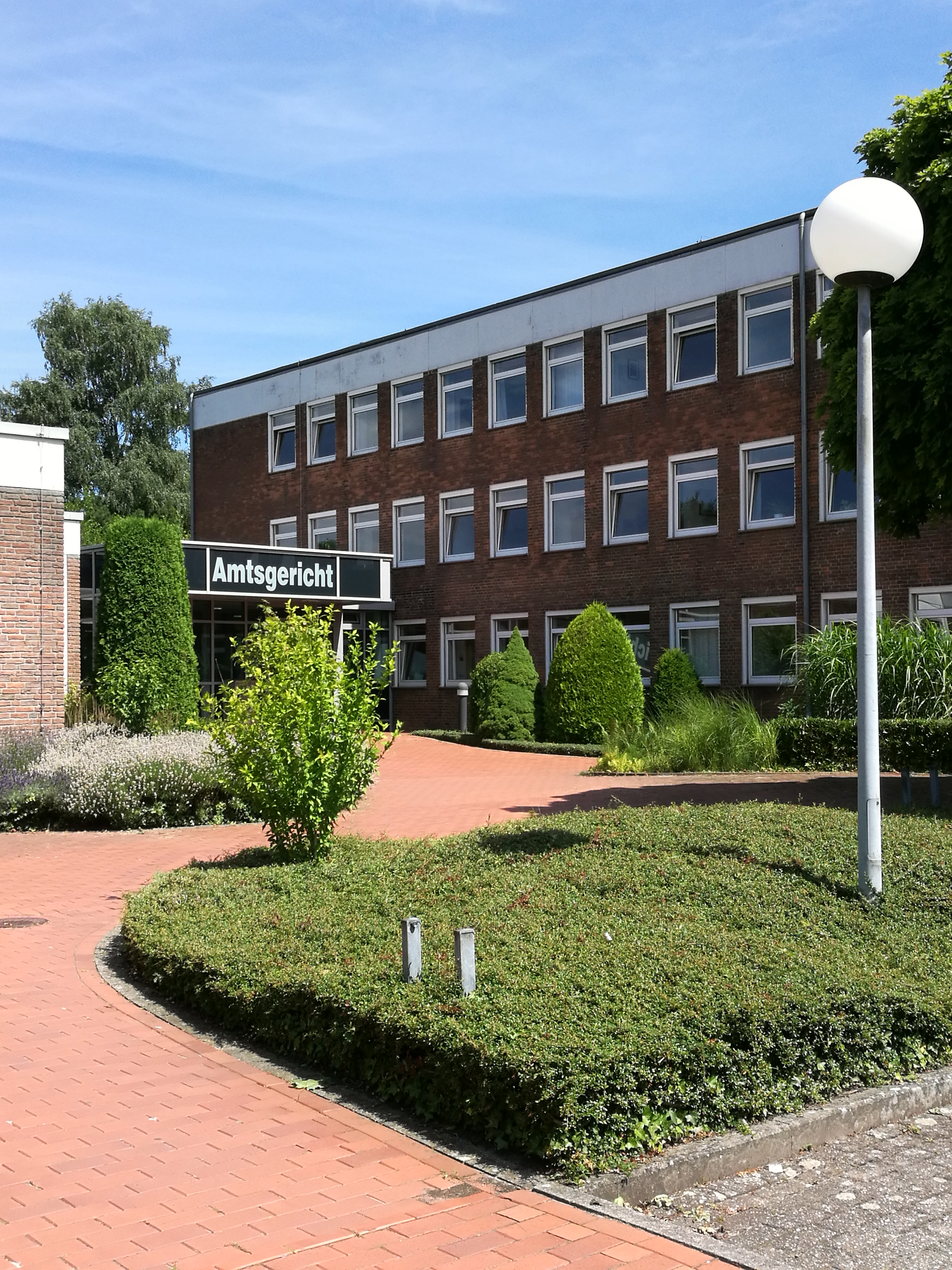
Amtsgericht Steinfurt

Steinfurt ist Sitz des Amtsgerichts Steinfurt, das für die Gemeinden Altenberge, Laer, Metelen, Nordwalde und Wettringen sowie für die Städte Greven, Horstmar, Ochtrup und Steinfurt im Kreis Steinfurt zuständig ist. In dem 649 km² großen Gerichtsbezirk leben rund 137.000 Menschen. Außerdem ist das Amtsgericht Steinfurt für die Landwirtschaftssachen der Amtsgerichtsbezirke Rheine und Steinfurt zuständig.

## Übergeordnete Gerichte
Das dem Amtsgericht Steinfurt übergeordnete Landgericht ist das Landgericht Münster, das wiederum dem Oberlandesgericht Hamm untersteht.